# Carl Thorenberg
Carl Thorenberg, född 20 augusti 1743 i Björneborg, död där 8 oktober 1812, var en finländsk orgelbyggare. Han var far till Johannes och Catharina Thorenberg. 
Efter att länge ha verkat utomlands, bland annat 24 år i Nederländerna, återvände Thorenberg till hemlandet 1793. Där sysslade han främst med orgelreparationer.